# Бої за Новоазовськ
Бої за Новоазовськ — епізод війни на сході України, в ході якого розгорнулися бойові дії між українськими збройними силами та підрозділами МВС з одного боку, та збройними формуванням російських збройних сил — з іншого.

## Сили сторін
Журналіст «Аль-Джазіри», спостерігаючи марш російської колони бронетехніки, зафіксував 4 одиниці САУ «Мста-С», а також повідомив, що в колоні техніки були ще 11 танків, 2 БТР і реактивні системи залпового вогню.

## Перебіг подій
21 серпня 2014 року загинув під час обстрілу російськими збройними формуваннями поблизу Новоазовська старший солдат батальйону «Вінниця» Антон Москаленко.
24 серпня 2014 року з території Російської Федерації здійснювався обстріл житлових кварталів забороненими касетними боєприпасами з РСЗВ «Ураган» та «Смерч».
25 серпня з боку державного кордону прорвалась російська бронетехніка, але менш як за добу терористи були вибиті з міста. Однак при цьому терористи ДНР і російські агресори здійснюють масований обстріл хлібокомбінату в Новоазовську з гранатометів. Ближче до другої половини дня українські військові закріпились на оборонних рубежах під Новоазовськом. Обстріл міста терористами продовжився, від цього зайнялася лікарня; при обстрілі інфекційного відділення міської лікарні постраждало чотири медпрацівники. 
26 серпня добровольчий батальйон «Азов» зумів увірватися в Новоазовськ і встановив контроль над центром міста .
Масоване застосування артилерії з боку армії РФ змусило українські сили поступитися позиціями і станом на 27 серпня більша половина міста була захоплена російськими військами.
28 серпня 2014 року розвідувальна група батальйону «Дніпро-1» натрапила на передовий підрозділ кадрової російської армії після заходження на територію України. В тому бою загинули молодші сержанти Олександр Мітягін та Дмитро Пермяков.
23 грудня 2014 року поблизу Новоазовська російська диверсійно-розвідувальна група при пересуванні по контрольованій бойовиками території — після ексфільтрації з земель, контрольованих українськими військами, потрапила в засідку. У зіткненні з підрозділом українських партизанів кілька російських військових ліквідовано, командир диверсійно-розвідувальної групи важкопоранений пострілом з 40-мм підствольного гранатомета ГП-25.
29 січня 2015 року фальшива партизанська група «Тіні» повідомила, що в Новоазовську біля свого будинку її члени ліквідували «начальника поліції» «ДНР» О. Моргуна, колишнього начальника УВС Маріуполя — з гранатомета.

## Розслідування
Журналісти Bellingcat 3 грудня 2015 року навели докази участі військ РФ у наступі на Маріуполь в серпні 2014 року.
Дослідники проаналізували місця перетину російсько-українського кордону неподалік Новоазовська. Для того, щоб не використовувати офіційний пункт пропуску Новоазовськ, російські війська проклали польову дорогу через російський хутір Максимов. Прокладена дорога виходить на українське село Маркине.

## Реакція на вторгнення
- 28 серпня 2014 року радник міністра внутрішніх справ Зорян Шкіряк наголосив, що вторгнення російських військ в Україну відбувається у кількох напрямках. До цього були лише розрізнені заяви з прес-служби про чергову військову колону з Росії, що перетнула кордон у районі міста Новоазовська.[15][16]

«Треба наголосити на тому, що відбулося повномасштабне військове вторгнення ЗС РФ на територію України. Воно відбувається по кількох напрямках. І сьогодні своїми діями Генштаб Росії намагається розпорошити сили бійців АТО, щоб взяти під контроль населені пункти на Донбасі».

- Міністр закордонних справ Швеції Карл Більдт написав що на сході України борються армії України та Росії:[17]

На сході України йде військове протистояння між регулярними військами Росії і України і цьому є конкретна назва.
Оригінальний текст (англ.)
We are now evidently seeing fighting between regular Russian and regular Ukrainian forces in Eastern Ukraine. There is a word for this.